# João Guterres
João Guterres, também conhecido como Juan Guteritz (???? - 1393), foi um prelado de origem castelhana. Foi deão de Segóvia, bispo de Dax e de Lisboa, nomeado pelo Papa de Roma, durante o Grande Cisma do Ocidente. Ele foi forçado a abandonar a Sé de Lisboa de 1382 e conseguiu com grande dificuldade prevalecer na cidade de Dax contra a sé titular de Jean Bauffès, da obediência de Avinhão.

## Biografia
Deão de Segóvia, Juan Guteritz acessa os meandros da diplomacia a serviço de Pedro, o Cruel: é assim que testemunha a assinatura entre seu mestre e João de Gante, Duque de Lancaster, de um tratado de assistência mútua em Libourne em 13 de setembro de 1366. Quando Juan Guteritz perde seu patrono depois da batalha de Montiel, em 14 de março de 1369, ele se vira para João de Gante. Ele trabalhou como diplomata a serviço de Eduardo III de Lancaster em 1373 no Flandres, na Península Ibérica, na Bretanha e na Aquitânia.
Quando o Grande Cisma do Ocidente começou, sua experiência e sua rede de relacionamentos o designaram para defender os interesses do papado romano na Aquitânia anglo-gasconha. Logo promovido a sé de Dax contra Jean Bauffès, um protegido de Carlos II de Navarra, Juan Guteritz obteve sua transferência para a Diocese de Lisboa, que o Conde de Cambridge estava prestes a conquistar pela força das armas: a empresa falhou, então Juan Guteritz usou seus esforços, a partir de 1382, para tomar posse de sua primeira sé contra Jean Bauffès. Ela mobiliza o poder dos oficiais do ducado anglo-gascão de Guyenne e baseia-se na ordem de Gloucester, intimando em novembro de 1378 a todos os sujeitos à Coroa Inglesa a obedecer ao papa de Roma. Fica sem o controle das partes norte e sul de sua diocese, nos territórios sob o domínio de Albret e Carlos II de Navarra, localizadas respectivamente nos reinos da França e Navarra no final da década de 1380.
Se Juan Guteritz realmente se estabeleceu em sua diocese, fazendo aqui e ali algumas arbitragens, continua no entanto a realizar embaixadas, particularmente em Castela, com o duplo título de embaixador do duque de Lancaster e de núncio papal de Roma. Em 1390 acompanhado pelo Arcebispo de Bordeaux Francesco Uguccione e do senescal da Aquitânia William Lescrop ele negociou a paz entre o Duque de Lancaster e João I de Castela; a filha do primeiro, Catarina, casou-se com o filho e herdeiro do segundo, Henrique. Foi responsável por colocar fim nas disputas entre os descendentes de Pedro, o Cruel e Henrique de Trastâmara. Como núncio de Bonifácio IX, no entanto, sua missão estaria condenada ao fracasso: longe de Henrique para converter a obediência romana, ele vê Catarina aderir à Avinhão.